# Marchigüe (comuna)
Marchigüe (también escrito Marchihue), anteriormente denominada Peña Blanca, es una comuna del secano costero del valle de Colchagua y pertenece a la provincia Cardenal Caro, en la región del Libertador General Bernardo O'Higgins de Chile. Su cabecera es la localidad de Marchigüe.
Entre 1973 y 1976 fue capital del departamento Cardenal Caro.

## Toponimia
Marchigüe puede ser voz derivada de alguna palabra en mapudungún, pero existen diferentes teorías acerca de su origen. El sacerdote Ernesto Wilhelm de Moesbach la traduce como "azuela", Inés Ovalle de Hanisch la interpreta como "lugar donde se trabaja la greda", un diccionario araucano de Chubut (Argentina) como "azucena" y se la ha traducido también como "lugar de vientos". Una versión común y difundida es que viene de "machi", el nombre de los chamanes mapuches y de -we, lugar.
Algunos escritos denominan al lugar con algunas diferencias: Marchigüe, Marchihue, Machihue, Machigüe, Marchiwe, Machiwe, Marichihue, Marchiue o Marichiue.
De igual manera, muchos nombres de sus localidades se originan en el mapudungún: Viluco, Pihuchén, Panul, Mallermo:, Huañilemu, Rucapangue, Quilanilahue, Guadalao, Butapangue, Quetecura, Cocauquén y Polcura, entre otros.

## Historia
La comarca de Marchigüe deslindaba antes de ser oficialmente comuna con varias de las actuales comunidades, haciendas y fundos, que cedían sus caminos vecinales y senderos de servidumbre antes de que la ley los transformara en caminos públicos. Es interesante que la extensión de la comarca, probablemente debido al tamaño de la estancia San José, dio origen no solo a una comuna con su nombre, sino a dos lugares fuera de la comuna: San José de Marchigüe en Pichidegua y la Puntilla de Marchigüe en Peralillo. Ambas adyacentes a la actual comuna de Marchigüe
Administrativamente, la comuna de Marchigüe se gesta a partir del curato de Reto, trasladado después a la parroquia de Cáhuil, luego a la parroquia de El Sauce, al municipio de Pichilemu en 1891, a la comuna de Peñablanca, en 1902, compuesta por los distritos de Trinidad, Marchán y El Sauce. En 1925, mediante los Decretos Leyes Nº354, 529 y 803 se efectuó la reestructuración comunal del país y Colchagua se dividió en las comunas de San Fernando, Roma, Chimbarongo, Tinguiririca, Nancagua, Cunaco, Palmilla, Peñablanca, Pichilemu, Matanzas, Rosario, La Estrella, Placilla y Calleuque.
A pesar de ser posterior a Reto, La Trinidad, El Sauce (Alcones), Mallermo (Rinconada de Alcones), El Chequén, Peñablanca, Pailimo, Carrizal y Molineros, Marchigüe equidista de todas las localidades mencionadas y es el enclave caminero natural entre ellas y hacia los centros urbanos por la entonces vía del ferrocarril.
Entre los principales vecinos a principios del siglo XX destacaban los dueños de baratillos: Sandalio Caroca, Desiderio Donoso, Agapito y Ciriaco Gutiérrez, Eleuterio Núñez y Pedro Nolasco Cornejo; Gregorio Cerón, dueño de una sala de billares; Amador Orrego y Ambrosio Paredes, dueños de "juegos de bolas", Carlos López, dueño del único hotel; Hipólito Caroca, Abraham Castro, Albino Duque, Hermógenes Espinosa, Bautista González y Jesús Pérez, dueños de despachos de licores; Juan José Rosales y José Lanteri, dueños de despachos de menestras; Saturnino Retamales, Olegario Muñoz, Jerónimo Casas-Cordero, dueños de tiendas de Mercaderías surtidas y Guillermo Ovalle Íñiguez, Elena Pereira de Errázuriz, Wenceslao Vial, José Manuel Villela, Higinio Silva Silva, Ismael Pereira Lyon, el arzobispo de Santiago de Chile, Mariano Casanova, Benjamín Velasco e Ignacia Prieto, entre los principales agricultores.
Según el Anuario Prado-Martínez, publicación oficial de la Sociedad de Fomento Fabril y posteriormente del Gobierno de Chile desde el año 1900, la comuna se formó poco antes de ese año, siendo su primer alcalde Guillermo Ovalle Íñiguez y los vicealcaldes, Antonio Arellano y Jerónimo Casas-Cordero. Dicho libro señala que la comuna de Marchigüe contaba esos años con 1.899 habitantes sin considerar los de Peñablanca. El Almanaque Gillet, sin embargo, fija en 4.899 los habitantes de la comuna en 1904.

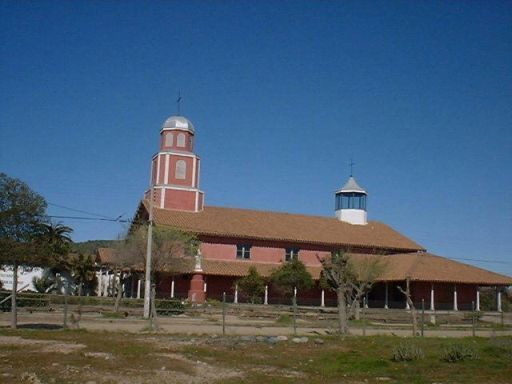
Parroquia de Marchigüe

Desde la creación en 1927 de la comuna de Marchigüe por disposición de la Ley de la Comuna Autónoma de M. José Irarrázabal, han sido alcaldes titulares e interinos Luis Aurelio González Inostrosa, Carlos Stuven, Pedro Menéndez, Sergio Lira Ladrón de Guevara, Juan Caroca, Julio Pereira Larraín (Padre) quien sería después ministro de defensa nacional del presidente Jorge Alessandri, Francisco Caroca, Fernando Astaburuaga Espínola, Hugo Hanisch, Teresa Caroca de Musa, Julio Pereira Larraín (Hijo), Raúl Aurelio González Cornejo, Sergio García, Sergio Lira Sanfuentes, Arturo Catalán Toledo, Adalberto González, Abraham Curifuta y Héctor Flores.
Sin embargo, Marchigüe, o entonces Reto(malal), que fuera la cabecera parroquial hasta fines del siglo XIX, antes que comuna, fue en 1826 una diputación a la asamblea provincial de Colchagua. Su único diputado fue el portamaestre de caballería, Francisco Lira Argomedo, quien nacido en 1797, asumió en 1827 como intendente de Colchagua.
El primer escudo de armas de Marchigüe fue decretado durante la alcaldía de Pedro Menéndez y representa un molino de viento figurado como una Cruz de Malta oblicua dorada sobre un fondo azul, que se encuentra sobre unos terrenos cultivados en hileras que pudieran ser chacras o viñas representadas por ondulaciones verdes y plateadas. El escudo está coronado con una ciudadela de piedra con almenas decoradas también con cruces de Malta. Bajo Sergio Lira Sanfuentes se diseñó el actual escudo, que fue oficializado en 1980: una cruz dorada lo acuartela en cuatro cuadrantes blancos con el primero mostrando la cruz cardenalicia; el segundo, una liebre rampante; el tercero, un sombrero y estribos de huaso, y el cuarto, un molino de viento. Posteriormente se ha incluido un racimo de uvas tintas en un redondel central sobre la intersección de la cruz.
Durante la regionalización de los años 1970, la comuna de Marchigüe fue reconfigurada incluyendo las localidades de Las Garzas y Pailimo, pero excluyendo Molineros y Peñablanca que pasaron a Peralillo y Pumanque respectivamente; antes se había escindido San José de Marchigüe a favor de la comuna de Pichidegua.

## Medio ambiente

### Geomorfología y componentes abióticos

Trazado simplificado de los ecosistemas y cuerpos de agua presentes en la comuna de Marchihue.

La comuna de Marchihue se encuentra emplazada en las unidades geomorfológicas de Llanos de sedimentación fluvial o aluvional y Cordillera de la costa; y presenta según la clasificación climática de Köppen clima mediterráneo de lluvia invernal (Csb) y clima mediterráneo de lluvia invernal e influencia costera (Csb (i)). Esta además se halla entre las cuencas hidrográficas de Costeras del río Rapel y Estero Nilahue y río Rapel. Además, la comuna posee diversos cuerpos de agua, entre los que se destacan la laguna Guido Soto, laguna Pihuchén y laguna San Guillermo.

### Componentes bióticos
Dentro del territorio de la comuna se pueden hallar los siguientes ecosistemas:
- Bosque esclerófilo mediterráneo costero donde predominan Lithrea caustica y Azara integrifolia (En peligro crítico)
- Bosque esclerófilo mediterráneo interior donde predominan Lithrea caustica y Peumus boldus (En peligro)
- Bosque espinoso mediterráneo costero donde predominan Acacia caven y Maytenus boaria (Vulnerable)

### Medidas de protección ambiental y conflictos socioambientales
Hasta 2022, la comuna de Marchihue cuenta con las siguientes zonas que poseen algún nivel de protección ambiental:
- Merquehue Peñablanca (Sitios ERB)[10]
- Navidad Tanumé (Sitios ERB)[11]
- San Miguel de las Palmas (Sitios ERB)[12]

## Demografía
La comuna de Marchigüe abarca una superficie de 660 km² y una población de 7.365 habitantes (censo INE 2012), correspondientes a un 0.71% de la población total de la región. De ellos,3.576 son mujeres y 3.789 hombres. Un 68,02% corresponde a población rural y un 31,98% a urbana.
Su población, que no sobrepasa los 6.000 habitantes, se dedica en dos terceras partes a la agricultura, ganadería y silvicultura, y está compuesta por las localidades de Marchigüe, Cadenas, El Sauce, Alcones, Rinconada de Alcones, Trinidad, Los Maitenes, La Patagua, San Joaquín, San Guillermo, El Chequén, Viluco, La Aguada, Pilastras, Yerbas Buenas, Reto, Trigo Viejo, Marchán, Carrizal, La Quebrada, Pihuchén, La Pitra, Pailimo, Las Garzas, La Esperanza, Mallermo, los Cardillos y Guadalao.

## Administración

### Municipalidad
La Ilustre Municipalidad de Marchigüe es dirigida por el alcalde Sebastián Flores Labarca (Ind./UDI), el cual es asesorado por los concejales:
- Brayan Calderón Cabello (Ind./PR)
- Fabiola Vargas González (PS)
- Wilibaldo Cifras Vargas (UDI)
- Sandra Leiva Fuentes (Ind./RN)
- Catalina Gajardo Vargas (Ind./UDI)
- Manuel Acuña Peñaloza (Ind./RN)

### Representación parlamentaria
Marchigüe pertenece al Distrito Electoral n.º 16 y a la 8.ª Circunscripción Senatorial (O'Higgins). Es representada en la Cámara de Diputados del Congreso Nacional por los diputados Alejandra Sepúlveda Orbenes (FREVS), Cosme Mellado Pino (PRSD), Ramón Barros Montero y Virginia Troncoso Hellman (UDI). A su vez, es representada en el Senado por los senadores Juan Pablo Letelier Morel (PS) y Alejandro García-Huidobro Sanfuentes (UDI).

## Medios de comunicación

### Radioemisoras
FM
La comuna no cuenta con radios comunitarias.